# Mette Schjoldager
Mette Schjoldager (Roskilde, 21 de abril de 1977) é uma ex-jogadora  de badminton dinamarquesa, medalhista olímpica, especialista em duplas.

## Carreira
Mette Schjoldager representou seu país nos Jogos Olímpicos de Verão de 2000 e 2004, conquistando a medalha de bronze, nas duplas mistas em 2004 com Jens Eriksen.